# Ahlfeldita
L'ahlfeldita és un mineral secundari de la classe dels òxids. Va ser anomenat per Friedrich Ahlfeld, un enginyer de mines i geòleg germano-bolivià.

## Característiques
L'ahlfeldita és un selenit de níquel de fórmula química Ni(SeO₃)(H₂O)₂. Cristal·litza en el sistema monoclínic. La seva duresa a l'escala de Mohs es troba entre 2 i 2,5.

## Formació i jaciments
Es forma com a producte d'alteració de sulfurs de níquel i selenurs. La seva localitat tipus és la mina de la Virgen de Surumi, a la província de Chayanta (Departament de Potosí, Bolívia).